# Тэннер, Джон (конгрессмен, США)
Джон Тэннер (англ. John Tanner; род. 22 сентября 1944) — американский политик, депутат Палаты представителей Конгресса США от 8-го округа штата Теннесси (Демократическая партия) c 1989 года по настоящее время (11 сроков подряд). Президент Парламентской ассамблеи НАТО.
Окончил Университет Теннесси, в 1976—1988 был депутатом Палаты представителей штата. Считается заметной фигурой в умеренно-консервативной части конгрессменов-демократов.